# Emgrand
 (juillet 2020).
Si vous disposez d'ouvrages ou d'articles de référence ou si vous connaissez des sites web de qualité traitant du thème abordé ici, merci de compléter l'article en donnant les références utiles à sa vérifiabilité et en les liant à la section « Notes et références ».
Ne doit pas être confondu avec la Nissan Elgrand, modèle automobile du constructeur Nissan.
Emgrand (chinois : 帝豪 pinyin : Dìháo; litt. « Impérial ») était une marque automobile lancée par Geely en août 2009. La marque a été dissoute en 2014 et les modèles ont été intégrés dans la gamme Geely, sous la série Emgrand.

## Histoire

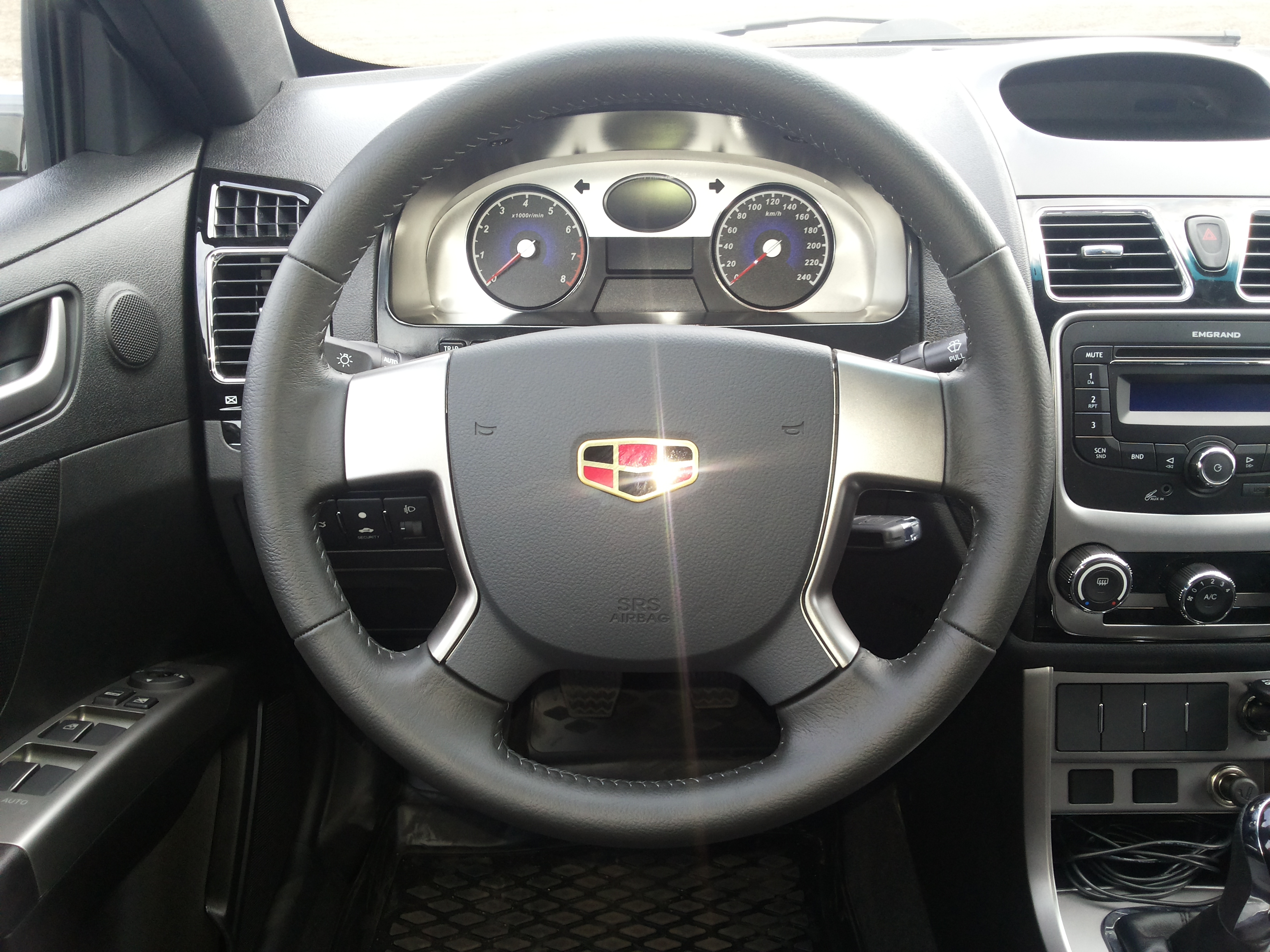
Volant Emgrand.

La marque Emgrand a été dévoilée en 2009 au Salon de l'automobile de Shanghai, avec deux autres nouvelles marques de Geely : Englon et Gleagle.
Ces trois marques avaient pour but de remplacer le label Geely sur me marché chinois et chacune avait son segment de marché dédié.
Les premiers modèles de l'Emgrand EC7 ont été assemblés en juillet 2009 à l'usine Geely de Ningbo, dans la province du Zhejiang. En tant que premier modèle de la marque, l'EC7 a été commercialisée au milieu du mois d'août 2009. Le seconde modèle, l'EC8, a été lancé en octobre 2010.
En décembre 2011, il a été annoncé qu'Emgrand serait commercialisé au Royaume-Uni à la fin 2012, avec l'EC7 comme premier modèle. Les véhicules étaient destinés à être distribués par Manganese Bronze Holdings (en), société possédée par Geely, sous le nom de Geely Auto UK, mais la commercialisation a été suspendue.
En avril 2014, la marque a été dissoute et les modèles ont été rattachés dans la gamme Geely à l'occasion du salon de l'automobile de Pékin.

### Ventes
En 2011, quelque 110 000 véhicules Emgrand avaient été vendus en Chine, une hausse de 50 % par rapport à l'année précédente. 203 491 ont été vendus au pays en 2013, ce qui avait placé Emgrand en 23e position, en termes de ventes au pays, étant la huitième marque la plus vendue cette année-là.

## Sites de productions
Les véhicules étaient essentiellement assemblés et fabriqués dans l'usine Geely de Ningbo, dans le Zhejiang.

## Modèles

### Modèles de production
- Emgrand EC7 (ou Emgrand 7), berline compacte à traction ;
- Emgrand EC7-RV, version à hayon du EC7 ;
- Emgrand EC8 (en) ;
- Emgrand X7, SUV.

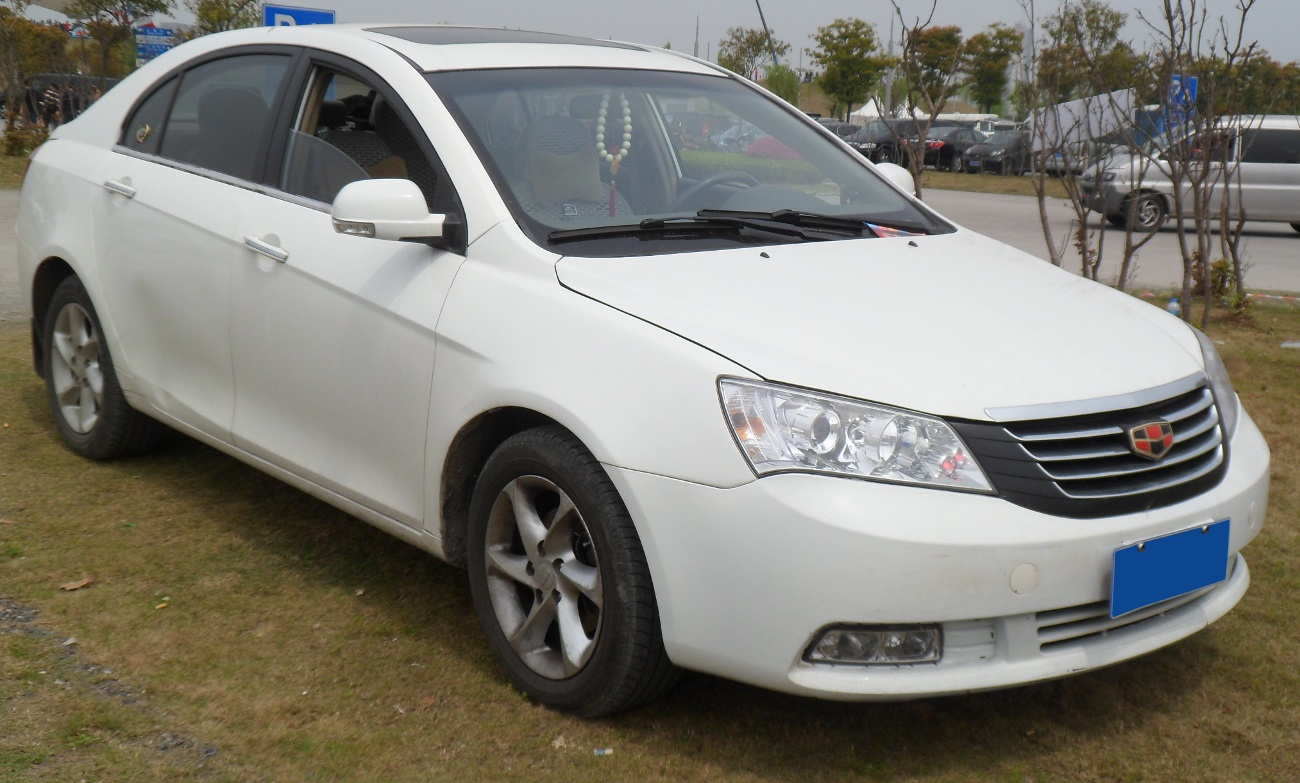
Emgrand EC7 (Berline).
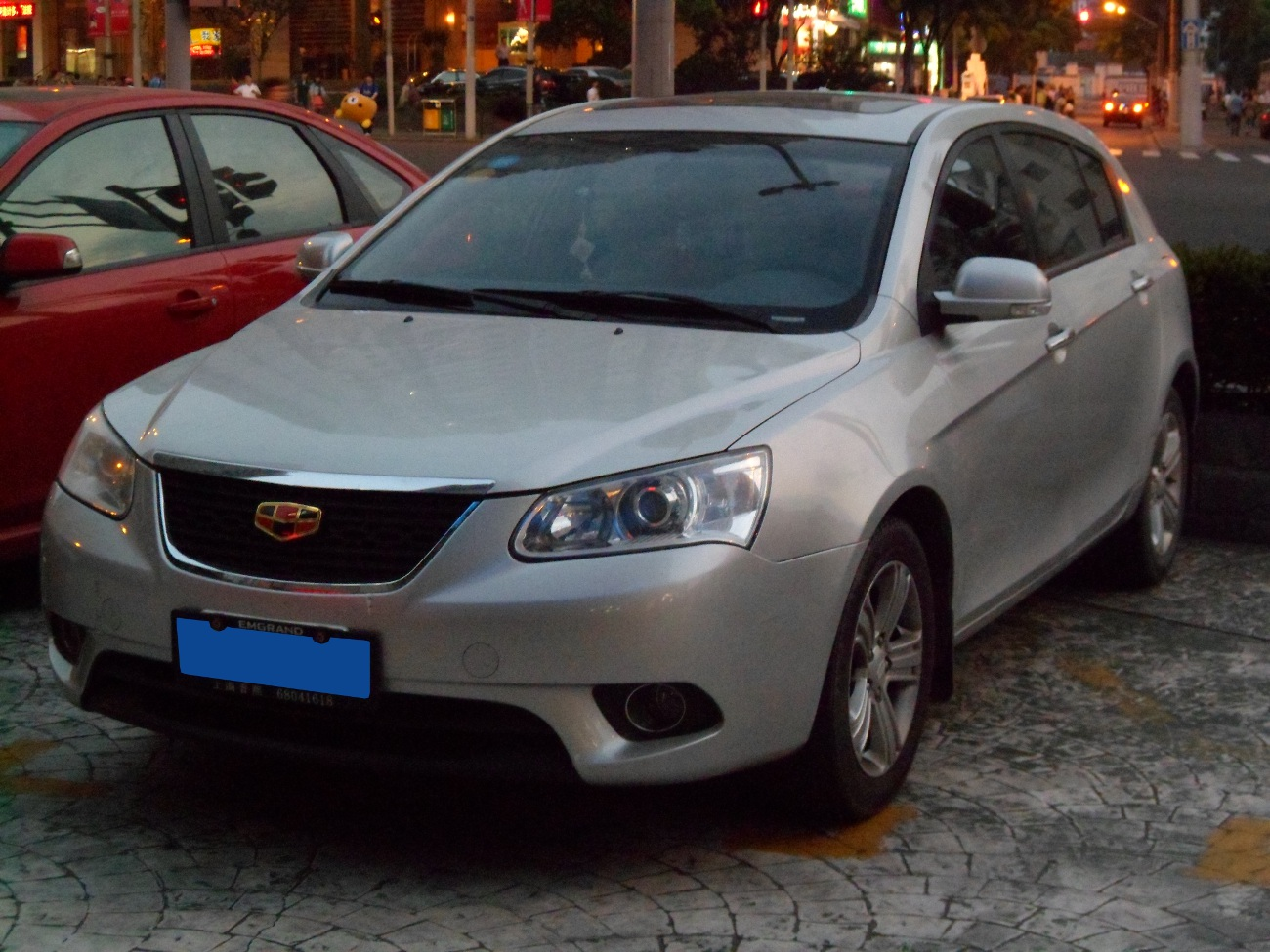
Emgrand EC7-RV.
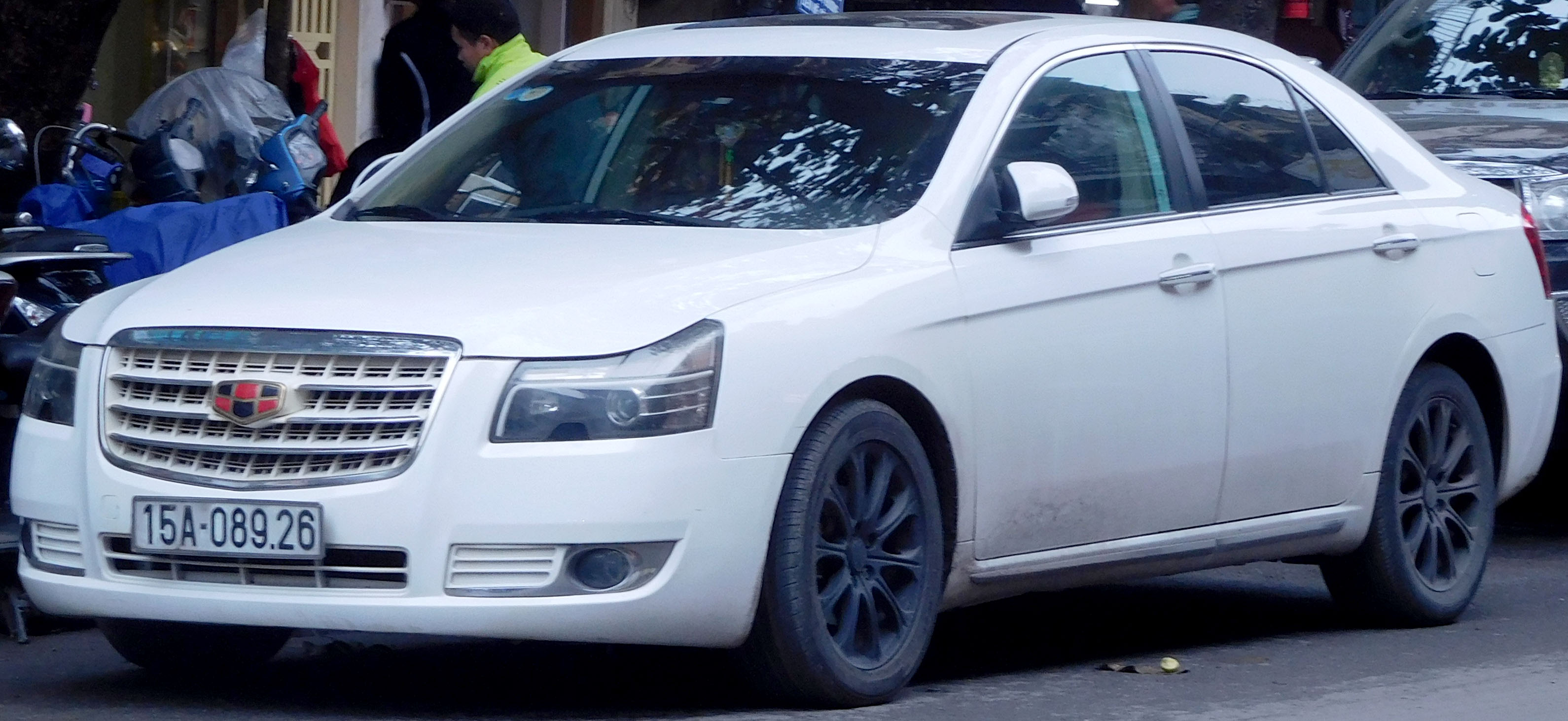
Emgrand EC8.
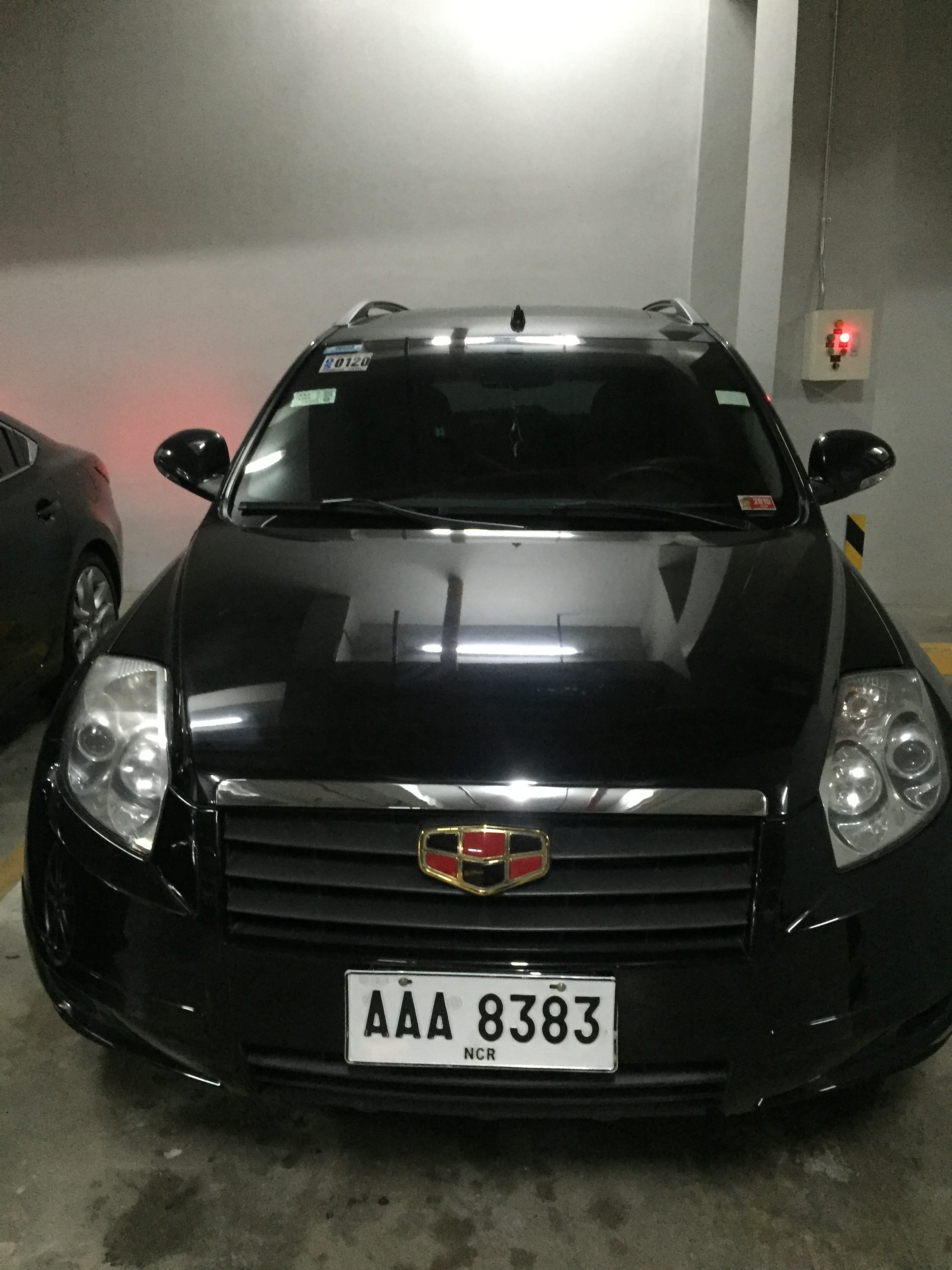
Emgrand X7.

### Concept cars
Un concept car limousine de l'Emgrand GE a été dévoilée au Salon automobile de Shanghai, et une version plus raffinée a été montrée au Salon de l'automobile de Pékin de 2010.
Trois autres concepts cars ont été montrés au Salon automobile de Pékin de 2012, la EX8, la EX9 et une autre version de la GE.
Au Salon automobile de Shanghai de 2013, Emgrand avait exposé le KC, une familiale qui proposait un avant-goût de la Emgrand EC9. Puisque la marque avait été annulée en 2014, la voiture a été mise en marché sous le nom de la Geely Borui.

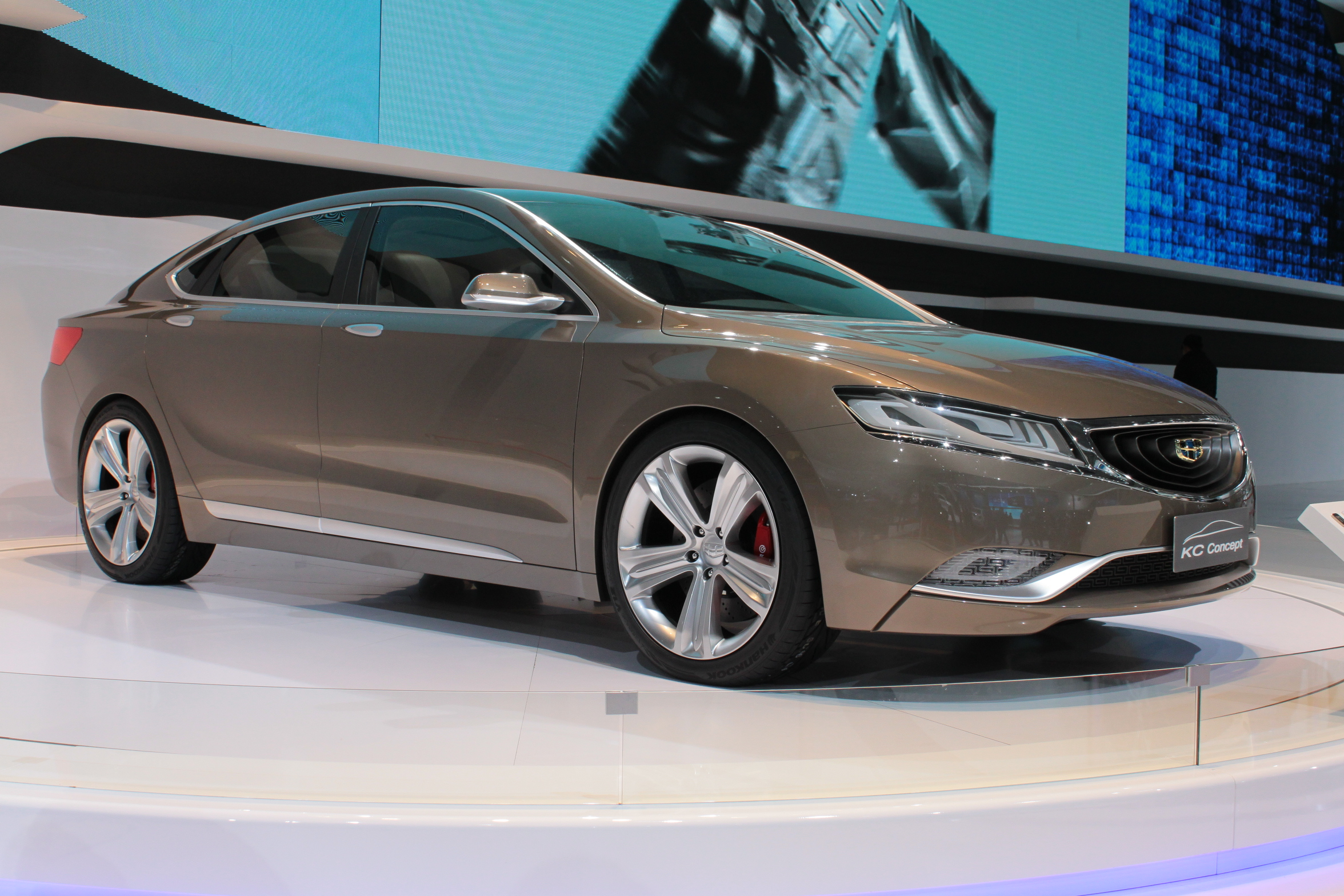
Emgrand KC.
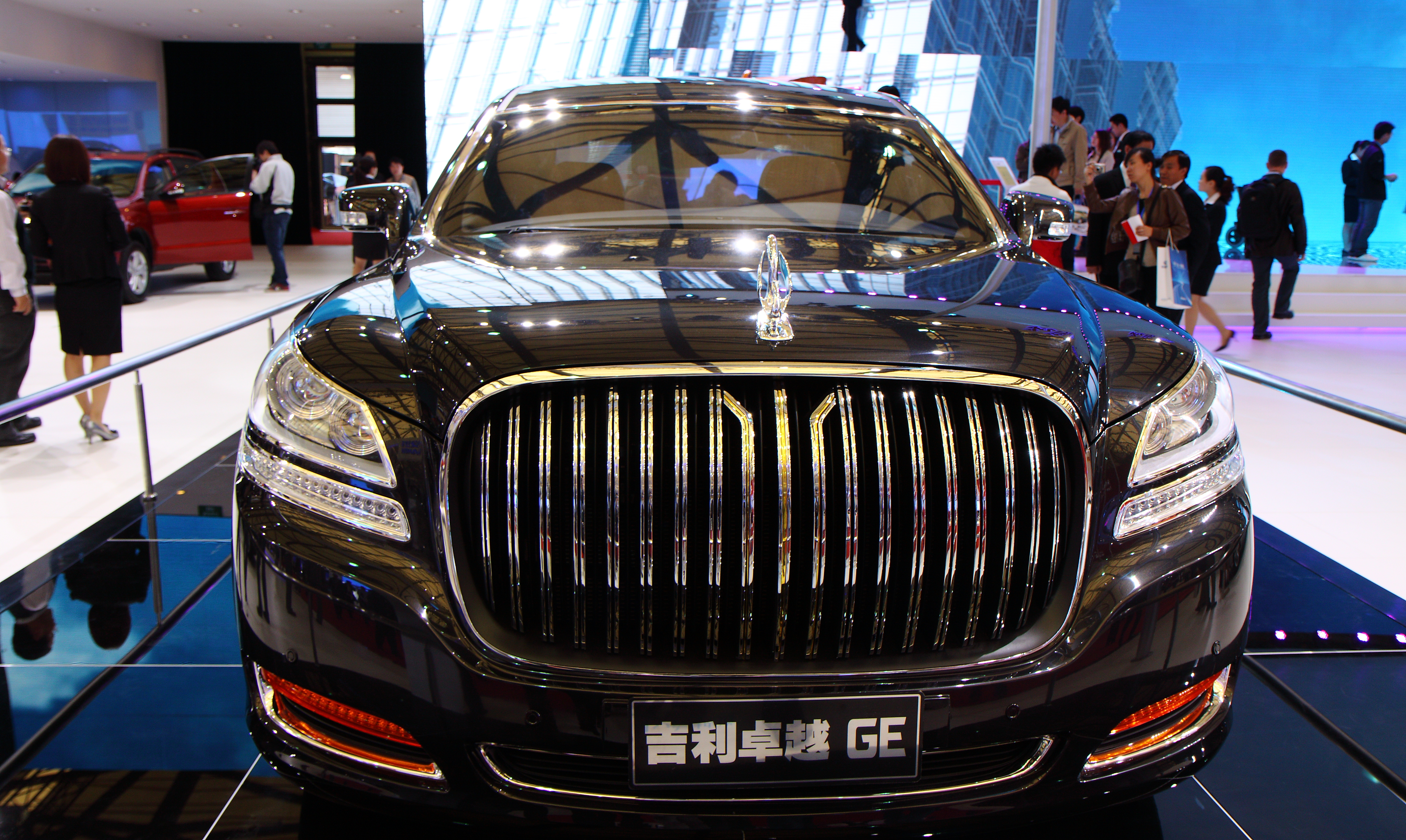
Emgrand GE.